# 達斯汀·布朗 (網球運動員)
達斯汀·布朗（Dustin Brown，1984年12月8日—）是一位德國職業網球運動員，單打最高排名曾達到64（2016年10月10日），雙打最高排名達到43（2012年5月14日）。
布朗曾在2014年哈雷網球公開賽與2015年溫布頓網球錦標賽兩度擊敗前世界第一拉斐爾·納達爾。

## 外部連結
- 官方网站
- 達斯汀·布朗（英文/西班牙文）的官方資料
- 達斯汀·布朗的國際網球總會 職業／青少年 官方資料（英文）
- 達斯汀·布朗的官方資料（英文）